# 깡통

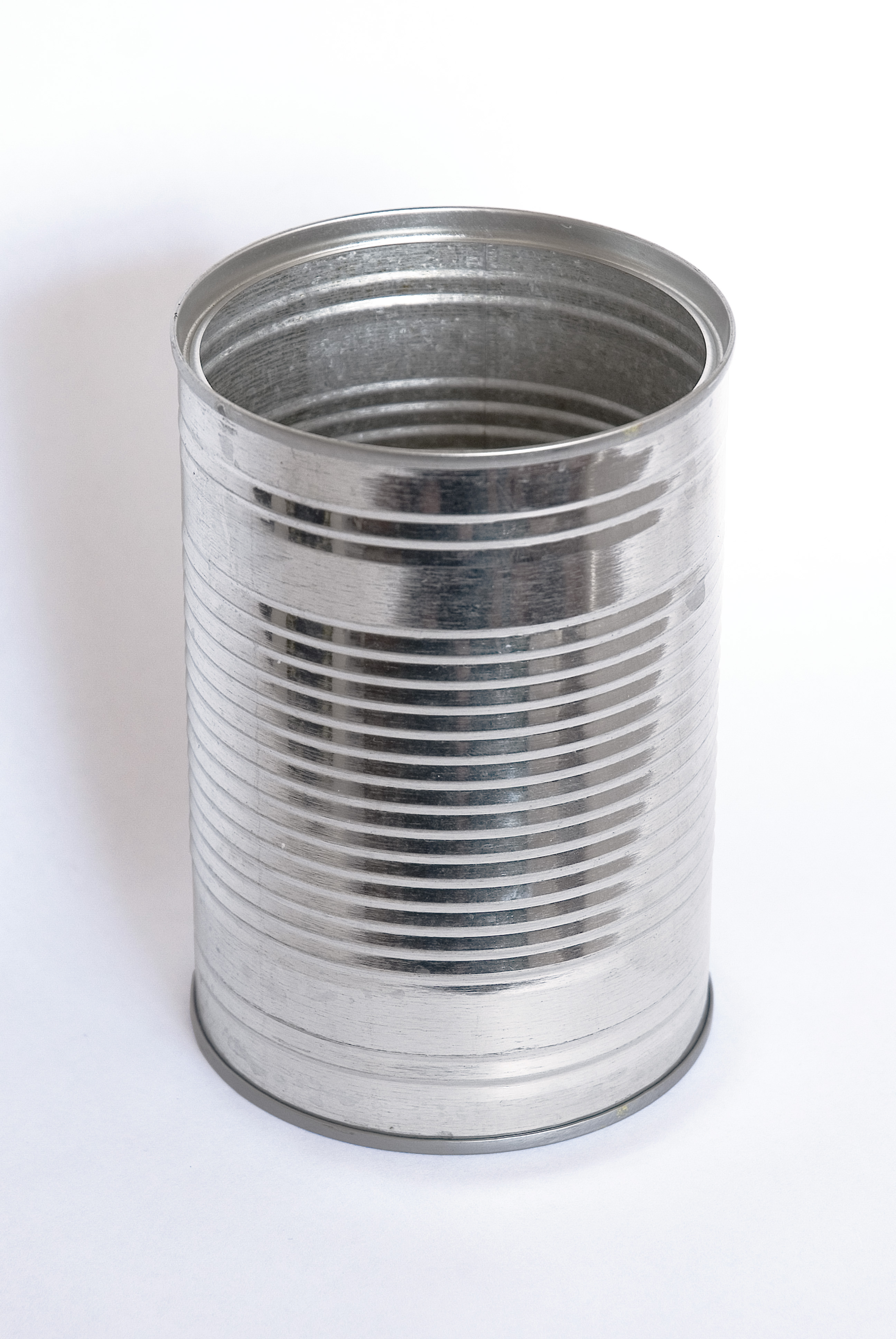
빈 통조림 캔의 모습.

깡통(-筒, can통, 캔)은 상품의 유통 또는 보관을 위한 얇은 금속 재질로 된 용기를 말한다. 일부 캔은 캔 따개나 기타 도구를 사용하여 상단 패널을 제거하여 열 수 있다. 다른 제품에는 도구 없이 손으로 커버를 제거할 수 있다. 캔에는 식품, 음료, 기름, 화학 물질 등 다양한 내용물을 저장할 수 있다. N.아페르에 의해 발명된 통조림이 그 시초이다.
강철 캔은 전통적으로 양철로 만들어졌다. 주석 코팅은 내용물이 강철을 녹슬게 하는 것을 막았다. 특히 과일 주스와 창백한 과일 통조림에는 주석 도금 강철이 여전히 사용되고 있다. 현대의 캔은 주석 대신 다양한 플라스틱으로 만든 투명 필름을 덧댄 강철로 만들어지는 경우가 많다. 일부는 알루미늄으로 만들어졌다. 초기 캔은 신경독성이 높은 납을 함유한 납땜으로 납땜되는 경우가 많았다. 납 함량이 높은 땜납은 1990년대 미국에서 금지되었지만 캔을 밀봉하는 데 사용되는 땜납과 대부분 주석으로 구성된 라이닝 모두에 여전히 소량의 납이 존재하는 경우가 있었다.
깡통은 재활용성이 매우 높으며, 강철 캔의 약 65%가 재활용된다.

## 개요
주로 장기보관하기 위한 식품 및 여러 액체,기체를 담는데 쓰인다. 기체를 담는 깡통은 내부압력을 견디기 위해 밑부분이 반구 모양으로 움푹 들어가 있다. 형태는 주로 원기둥 형이지만 직육면체 모양도 많이 쓰인다. 크기는 참치통조림 같은 작은 크기에서부터 드럼통까지 다양하다.

## 같이 보기
- 통조림
- 원터치 캔